# José Ángel Llamas
José Ángel Llamas Olmos (Cidade do México, 13 de outubro de 1966) é um ator mexicano. É casado com Mara Croatto e tem um filho chamado Rafael, e também é irmão da atriz María Eugenia Llamas e filho da falecida María Victoria Llamas, uma escritora e jornalista na Cidade do México.

## Biografia
José Ángel é pós-graduado Ciências da Comunicação na Universidade Latino-americana da Cidade do México, ele atuou por 12 anos como diretor, editor, fotógrafo e produtor de vários programas de televisão para Televisa, bem como para a empresa María Victoria Llamas y Asociados, Multivision e para Serviços de Informações da Argos. Participou em vários workshops na qualidade de "Método de Atores", sob a direção de René Pereira.
Sua carreira de ator começa no ano de 1996, quando estrelou a telenovela Nada Personal em um papel de destaque na trama, e por sua boa atuação recebeu uma nomeação de revelação do ano no "Prêmio ACE", concedido pela Associação de Críticos de Espetáculo de Nova York e um prêmio especial, "El Sol Ouro" como melhor ator de telenovela no mesmo ano.
Em 1997 ele no teatro ele participou da peça "Señora burguesa quiere muchacho joven" de Alfonso Paso, com mais de 100 apresentações por toda República Mexicana, e para a qual ele recebe um reconhecimento da Casa de Cultura de Irapuato, no estado mexicano de Guanajuato. Em 1998, participou como ator convidado na telenovela Tentaciones tendo papel de destaque, e realizou o programa humorístico Buenos para Nada.
Em 1999 José Ángel estrela a telenovela El amor de mi vida por sua atuação recebeu a "Palme d'Or Award" 1999 dado pelo Círculo Nacional dos Jornalistas, melhor ator principal e foi nomeado novamente para Melhor Ator no "ACE Awards" em Nova York em 2000.
De janeiro a maio de 2000 ele apresentou o programa  de música Domingo Azteca. De setembro de 2000 a abril de 2001 atuou na peça teatral peça "Jantar con amigos" chegou próximos das 100 apresentações, o último foi nomeado para o prêmio "Herald Award" e também obter uma nomeação para o prêmio "ACE" como revelação em teatro 2001. No mesmo ano atuou na telenovela "Heads or Tails," uma história escrita por Luis Zelcowicz e Eliseo Alberto, que foi transmitida pela rede Telemundo nos Estados Unidos e do Canal 40 no México.
Ele participou da radionovela La Recompensa, que foi ao ar entre outubro de 2001 e janeiro de 2002 na estação W Network Interactive, parte da divisão de rádio do Grupo Pegaso. Em dezembro de 2001 ele interpretou 'Nipple' na peça  "Little Malcolm e sua luta contra os eunucos", substituindo as 13 funções do ator Demian Bichir. Ao longo de março, abril e maio de 2002, levou a Telemundo reality show Protagonistas de novela da produtora Promofilm.
Ele protagonizou a telenovela La Venganza, pelo qual recebeu o  Prêmio "INTE" 2003 como ator do ano, destinado a destacar a honra e toda as produções, das empresas e do mercado castelhano, e  personalidades que se destacaram durante o ano. Durante 2003 e 2004, José Angel estrelou em Amor descarado primeira telenovela em parceira da Telemundo - RTI Productions, que pode ser vista em vários países. Tendo estrelando como "Pelluco" e "Rodolfo", ganhou o de melhor ator em "ACE Awards 2004". Na telenovela  La Venganza José Ángel conheceu a atriz venezuelana Gabriela Spanic, com quem teve um relacionamento intenso, e que terminou de forma conturbada e com acusações por parte de ambos os atores.
Entre junho e agosto de 2004, ele apresentou outro reality show "Protagonistas da Fama VIP", que foi ao ar na Telemundo, para os Estados Unidos e Porto Rico.
Em 2005 estrelou na Telemundo telenovela "La lei del silêncio", gravado em alta definição e o primeira a ser produzida em Dallas, no estado do Texas. De novembro de 2005 a junho de 2006, ele estrelou a telenovela Corazón partido, uma produção de Argos - Telemundo.
Em 2007 ele estrela a telenovela Amor Comprado, uma produção da Venevision International, e em 2008 protagonizou Vivir por ti, telenovela produzida em parceria da Argos para TV Azteca.
Em 2009 estrela a telenovela Alma Indomable, produzida também  pela Venevision. Recentemente ele regressou ao México para atuar a partir de janeiro de 2010, como protagonista da telenovela Mujer comprada, uma produção da TV Azteca.

## Filmografia

### Telenovelas
- Prófugas del destino (2010) .... José Luis Bermudez
- Mujer comprada (2009) .... Miguel Angel
- Alma Indomable (2009) .... Juan Pablo Robles
- Vivir sin ti (2008) .... Emiliano
- Amor Comprado (2008) .... Ramiro
- Corazón partido (2005) .... Adrián
- Amor descarado (2003) .... Pedro 'Pelluco' Solís / Rodolfo Fuentemayor
- La venganza (2002) .... Luis Miguel Ariza
- Cara o cruz (2002) .... Ismael Serrano
- El amor de mi vida (1998) .... Daniel Suárez
- Tentaciones (1998) .... Gabriel Segovia
- Nada personal (1996) .... Luis Mario Gómez

### Séries de televisão
- Lotería (2006) .... Ricardo Cuevas
- La Ley del silencio (2005) .... Javier Castro
- Vivir así (2002)
- Háblame de amor (2000) .... Raúl Antonio Xicoténcatl
- Buenos para nada (1998)

### Programas de televisão
- Nuestra belleza latina (2009)
- Hurricane Report (2009)
- Billboard Latin Music Awards (2005)
- Billboard Latin Music Awards (2004)
- Protagonistas de la fama VIP (2004)
- Protagonistas de novela (2002)
- Domingo Azteca (2000)

### Teatro
- El pequeño Malcom y su lucha contra los eunucos (2001) .... Nipple
- Jantar con amigos (2000)
- Señora burguesa quiere muchacho joven (1997)